# Franz Unterkircher
Franz Unterkircher (* 29. September 1904 in St. Jakob in Defereggen; † 28. Januar 1989 in Wien) war ein österreichischer Kunsthistoriker.

## Leben
Er besuchte von 1914 bis 1922 das Gymnasium in Brixen und studierte scholastische Philosophie und Theologie an der Universität Innsbruck. 1932 schloss er das Studium als Dr. theol. ab und ging nach Wien. 1939 aus politischen Gründen in den Ruhestand versetzt, studierte er Kunstgeschichte an der Universität Wien und promovierte 1942 mit der Dissertation Der Sinn der deutschen Doppelchöre. Ab 1943 arbeitete er im Bundesdenkmalamt. Er war in der Bibliothek der Akademie der bildenden Künste Wien tätig und wechselte 1947 an die Österreichische Nationalbibliothek, deren Handschriftensammlung er von 1950 bis 1969 leitete.

## Schriften (Auswahl)
- Burgundisches Brevier. Die schönsten Miniaturen aus dem Stundenbuch der Maria von Burgund (Codex Vindobonensis 1857). Graz 1974, ISBN 3-201-00874-5.
- Zur Ikonographie und Liturgie des Drogo-Sakramentars. (Paris, Bibliothèque Nationale, Ms. Lat. 9428). Graz 1977, ISBN 3-201-00993-8.
- Maximilian I. Ein kaiserlicher Auftraggeber illustrierter Handschriften. Hamburg 1983, ISBN 3-921743-27-3.
- Tiere, Glaube, Aberglaube. Die schönsten Miniaturen aus dem Bestiarium. Graz 1986, ISBN 3-201-01338-2.
- mit James Wallace Wilkie: Das Gebetbuch Jakobs IV. von Schottland. Codex 1897 der Österreichischen Nationalbibliothek, Wien (= Glanzlichter der Buchkunst. Band 23). Akademische Druck- und Verlagsanstalt, Graz 2015.